# Eulalie Spence
Eulalie Spence (Nevis, 11 giugno 1894 – Gettysburg, 7 marzo 1981) è stata una scrittrice, docente, regista attrice e drammaturga statunitense originaria delle Indie occidentali britanniche. Fu un membro importante del Rinascimento di Harlem, scrivendo quattordici opere teatrali, di cui almeno cinque pubblicate. La Spence, che si descriveva come una “drammaturga popolare” che scriveva opere teatrali per divertimento e intrattenimento, era considerata una delle autrici più affermate prima degli anni '50 e conseguì più riconoscimenti di altri drammaturghi neri del periodo del Rinascimento di Harlem, vincendo diversi concorsi. Ha presentato diverse opere teatrali con la compagnia Krigwa Players di W.E.B. Du Bois, di cui è stata membro dal 1926 al 1928. È stata anche mentore del produttore teatrale Joseph Papp, fondatore del The Public Theater e del festival che lo accompagna, attualmente noto come Shakespeare in the Park.

## Primi anni di vita
Eulalie Spence nacque sull'isola di Nevis, nelle Indie occidentali britanniche l'11 giugno 1894, da Robert e Eno Lake Spence, la maggiore di sette sorelle. Trascorse gli anni della sua formazione nella piantagione di zucchero del padre. La piantagione fu distrutta da un uragano e nel 1902 lei si trasferì con la famiglia a New York, dove visse prima ad Harlem e poi a Brooklyn. Sua nipote Patricia Hart così descriveva la Spence: “pignola, rigorosa e molto corretta nel parlare e nel vestire, sì, ma anche gentile, generosa e amorevole, nonché la colonna portante di una famiglia di sette ragazze” A causa delle difficoltà del padre nel trovare un lavoro stabile, la famiglia Spence visse in condizioni di estrema povertà, stipata in un piccolo appartamento a Brooklyn. La povertà costrinse la madre a cucire vestiti con i tessuti delle divise della scuola in cui lavorava e fu un grande senso di perdita quando il padre “rinunciò al suo sogno di tornare in India”. Era inoltre ben consapevole che gli antillani non erano ben visti dalla popolazione nera locale. Nonostante le difficili circostanze della sua vita, ebbe molte influenze positive, in particolare da sua madre. Da bambina la madre le leggeva spesso delle storie e la sua natura forte e indipendente le servì da modello, tanto nella propria vita quanto nei personaggi femminili che creava nelle sue opere teatrali.

### Formazione
La Spence riuscì a superare la sua infanzia povera e a ottenere un'istruzione eccezionale. Si diplomò alla Wadleigh High School e alla New York Training School for Teachers. Nel 1924 era studentessa alla National Ethiopian Art Theatre School, che si dedicava alla formazione e all'impiego di attori di colore. Conseguì la laurea nel 1937 presso la Università di New York e un master in arte oratoria nel 1939 presso il Teacher's College della Columbia University, dove studiò con Hatcher Hughes. Nel 1918 iniziò a insegnare nel sistema scolastico pubblico di New York, lavorando per oltre trent'anni (1927-1958) alla Eastern District High School di Brooklyn, dove insegnò elocuzione, inglese e dramma. Uno dei suoi studenti di quel periodo fu Joseph Papp, drammaturgo e produttore che nel 1954 fondò il Public Theater.

## Carriera di scrittrice
W. E. B. Du Bois, fondatore ed editore di The Crisis, il mensile della N.A.A.C.P., pensava che il teatro nero dovesse essere fondato da zero, da neri per un teatro nero. Nel 1926 fondò la Krigwa (Associazione di scrittori e artisti in crisi), originariamente nota come Crigwa. Krigwa sponsorizzava un concorso letterario annuale che includeva una competizione di drammaturgia e promuoveva una compagnia teatrale, i Krigwa Players, che provavano e si esibivano presso la filiale della trentacinquesima strada della New York Public Library. Il concorso, originariamente intitolato “The Amy Spingarn Prizes in Literature and Art”, si tenne nel 1925 e nel 1926 e fu finanziato da Amy Spingarn, moglie di Joel Elias Spingarn, che all'epoca era tesoriere della NAACP, di cui in seguito divenne presidente. La signora Spingarn donò oltre 1200 dollari ai vincitori dei premi. Nel 1926 la Spence si classificò seconda al concorso di drammaturgia Krigwa per il suo atto unico Foreign Mail. Vinse anche un secondo premio per Her, che partecipò a un concorso indetto da Opportunity, una rivista pubblicata da Charles S. Johnson. Nel 1927 Fool's Errand, con le scenografie dell'artista Aaron Douglas, partecipò al quinto torneo annuale internazionale del Little Theatre, una prima assoluta per i neri, dato che i finalisti gareggiavano in un teatro di Broadway. I Krigwa Players vinsero uno dei quattro premi da 200 dollari e l'opera fu pubblicata da Samuel French. Undertow si classificò al terzo posto nel concorso Crisis del 1927. L'opera della Spence The Hunch vinse il secondo posto nel concorso Opportunity del 1927, mentre The Starter si classificò al terzo posto e fu inclusa in Plays of Negro Life, una delle prime raccolte di teatro afroamericano scritto da Alain Locke e Montgomery Gregory.
L'opera teatrale della Spence Her (Lei) aprì la seconda stagione dei Krigwa Players e le sue sorelle, Olga e Doralene Spence, recitarono nelle produzioni dei Krigwa Players, conseguendo entrambe riconoscimenti per le loro interpretazioni. Doralene Spence sostituì Rose McClendon nel ruolo principale in In Abraham's Bosom al Cherry Lane Theatre nel 1927. Il critico William E. Clarke scrisse sul New York Age: “Her... è stata di gran lunga la migliore del cartellone. Era una storia di fantasmi ed era scritta con tale abilità che si è elevata alle vette di una tragedia in tre atti che avrebbe potuto essere scritta da un Eugene O'Neill.” Un'altra opera teatrale della Spence, On Being Forty, non fu mai pubblicata, ma fu presentata pubblicamente almeno in due occasioni, il 15 ottobre 1924 dal National Ethiopian Art Theatre, e il 6 maggio 1927 a Newark, New Jersey, dai Bank Street Players, il primo Little Negro Theater nel New Jersey. La Spence ha anche diretto due suonate, Before Breakfast di Eugene O'Neill e Joint Owners in Spain di Alice Brown per i Dunbar Garden Players, un gruppo teatrale di vita breve che prese il nome in omaggio a Paul Laurence Dunbar.

### La controversia con W.E.B. DuBois e la fine dei Krigwa Players
Il modo di recitare di Eulalie Spence contribuì a far conoscere i Krigwa Players sia tra i critici bianchi che tra quelli neri. Nonostante ciò, la Spence e Du Bois non erano d'accordo né artisticamente né politicamente. Du Bois riteneva che il teatro dovesse essere usato come veicolo di propaganda politica per far avanzare la causa dei negri americani. La Spence, d'altra parte, sempre consapevole di essere originaria delle Indie Occidentali, aveva una visione diversa del teatro. Riteneva che il teatro fosse un luogo in cui le persone potevano divertirsi e non essere infastidite dai problemi della società. In un saggio del 1928 per Opportunity scrisse: “L'uomo bianco è freddo e insensibile a questo argomento e il negro stesso ne è ferito e umiliato. Andiamo a teatro per divertirci, non per riaccendere vecchi fuochi e odi”. Du Bois cercò più volte di convincerla a scrivere un dramma a tema politico, ma lei rifiutò. Spence “insisteva che recitare obbedisse alle regole della forma drammatica, non a un programma politico”. Du Bois prese i 200 dollari del premio del Little Theatre Tournament del 1927 e li usò per rimborsare le spese di produzione, senza pagare né gli attori né lei. Di conseguenza, i Krigwa Players si sciolsero.

### The Whipping
L'unica opera teatrale in tre atti scritta dalla Spence fu la sua ultima, The Whipping, tratta da un romanzo di Roy Flannagan. La storia parla di una giovane donna bianca promiscua il cui arrivo in città provoca uno scandalo tra la popolazione locale. Viene attaccata dal Ku Klux Klan nel tentativo di spaventarla. Invece la donna incastra il Klan e sfrutta l'attenzione dei media per iniziare una carriera cinematografica. La trama di una donna bianca che sovverte il Klan era unica per una scrittrice afroamericana nel Rinascimento di Harlem, poiché le donne nere di quell'epoca scrivevano principalmente sulla vita popolare dei neri. L'autrice superò le barriere razziali quando contattò l'autore bianco per assicurarsi i diritti di pubblicazione e quando assunse un agente bianco, Audrey Wood, che rappresentava anche Tennessee Williams. Per il ruolo principale della commedia, la cui prima era prevista per il 1933 all'Empress Theatre di Danbury, Connecticut, scelse Queenie Smith, una famosa attrice di Broadway degli anni '20. La produzione fu cancellata senza spiegazioni quattro giorni prima della prima e una Spence scoraggiata acquistò i diritti della sceneggiatura dalla Paramount Pictures per 5.000 dollari. Sebbene non abbia mai raggiunto il palcoscenico, la sua pièce rimane significativa perché rappresenta uno dei primi tentativi di uno scrittore afroamericano di entrare nel teatro commerciale. Secondo alcune fonti, la sua sceneggiatura non è mai stata trasformata in un film, ma in un'intervista del 1973 l'autrice ha rivelato che la sua sceneggiatura è stata girata come Ready for Love, un film del 1934 con Ida Lupino e Richard Arlen e diretto da Marion Gering. La discrepanza è probabilmente dovuta al fatto che non era presente nei titoli di coda del film.

## Stile di scrittura
Eulalie Spence sviluppò una sensibilità verso la razza e il genere a partire dai ricordi delle difficoltà dei suoi genitori, immigrati neri. Le sue opere teatrali erano per lo più commedie, anche se scrisse tre opere drammatiche: Her, Undertow e La Davina Pastora. Scrisse anche “opere popolari”, che tendevano a concentrarsi sulla vita quotidiana degli afroamericani, in particolare sulla vita domestica, rifuggendo la convinzione di Du Bois che il teatro nero dovesse essere usato per la propaganda, o per “rappresentazioni razziali”. I suoi spettacoli spesso comprendevano un triangolo amoroso, con personaggi maschili deboli in contrasto con le personalità forti dei personaggi femminili. Anche se lei affermava che questo contrasto derivava probabilmente dalle sue esperienze a casa con un padre tranquillo e dalla voce pacata che lasciava tutte le decisioni a sua moglie, le differenze tra i suoi personaggi maschili e femminili non erano intenzionali.
In una recensione del 1924 lo scrittore George S. Schuyler criticò l'opera teatrale della Spence On Being Forty per la sua incapacità di entrare in contatto con il pubblico e per aver creato personaggi “non fedeli alla vita dei neri”. La recensione di On Being Forty fu per lo più negativa, ma lasciava intravedere una profondità drammatica che avrebbe reso la pièce di Spence del 1927 Undertow una delle sue opere più longeve e una delle poche commedie dell'epoca del Rinascimento di Harlem che può essere prodotta con successo oggi. Undertow parla di una donna che torna ad Harlem dopo molti anni trascorsi nel Sud per riprendersi l'uomo che ama, strappandolo a sua moglie. Nel copione è presente anche un accenno di connotazioni razziali, poiché la moglie dell'uomo, di pelle scura, è ossessionata dalla pelle chiara della sua ex amante e alla fine distrugge il loro tentativo di riunirsi. La Spence utilizza l'etnia dei personaggi in Undertow come parte dello sviluppo della trama, invece che come propaganda razziale. Non condivideva le opinioni politiche di Du Bois riguardo al teatro, ma le sue opere non sono del tutto apolitiche. Affrontava spesso temi come il razzismo, l'infedeltà e il ruolo delle donne, utilizzando la commedia come mezzo perché riteneva che offrisse altri modi, come la satira, per sensibilizzare l'opinione pubblica sull'esperienza afroamericana. Sebbene i suoi personaggi “fossero innegabilmente neri”, nelle sue opere evitava i temi razziali in favore di temi universali.

### Uso del dialetto dei neri
La Spence era una discepola di Alain Locke, che credeva che il teatro nero “dovrebbe corteggiare il suo pubblico per fargli apprezzare le sue radici africane”. Durante la metà degli anni '20, un periodo in cui c'era un conflitto su come gli afroamericani dovessero essere rappresentati sul palco, lei insistette nell'usare l'inglese vernacolare afro-americano nelle sue opere teatrali. Nel 1929, quando Willis Richardson le chiese di presentare un'opera teatrale senza dialetto, lei rispose che era “davvero molto dispiaciuta di non avere in mano un'opera adatta al libro che ha in mente”. Questa risposta è un esempio di quanto ritenesse importante l'uso del dialetto per rappresentare accuratamente i personaggi di cui scriveva, molti dei quali erano poveri e vivevano in ambienti urbani che erano caratterizzati dalla prostituzione e dal gioco d'azzardo. L'uso del vernacolo da parte della Spence sul palcoscenico, considerato “una scelta audace e pericolosa”, in realtà “sottolineava la coscienza razziale” drammatizzando la lotta delle donne nere per mantenere l'identità razziale e di genere. Secondo Adrienne Macki Braconi, “il lavoro della Spence serve da paradigma per esaminare la presenza del dialetto sul palcoscenico nel dramma nero, tenendo conto di come i modelli linguistici confermino l'etnia sul palcoscenico e cosa ciò suggerisca nella performance”.

## Eredità
Eulalie Spence fu considerata una delle giovani drammaturghe emergenti del Rinascimento di Harlem, anche se non ebbe molto successo economico. Il rifiuto di W.E.B. Du Bois di dividere con lei il premio vinto dalla sua opera al National Little Theatre Tournament portò alla fine dei Krigwa Players. Il pagamento di 5000 dollari che ricevette per la sceneggiatura di The Whipping fu l'unico compenso che abbia mai conseguito come scrittrice. Non si sposò mai e dopo The Whipping si ritirò dalla vita pubblica, concentrandosi sul lavoro di insegnante di scuola superiore, pur continuando a scrivere e a recitare per i Laboratory Players della Columbia University.

### Influenza su Joe Papp
Era una pensatrice progressista che sollevava discussioni sulle norme sociali con i suoi studenti. Insegnando in una classe prevalentemente bianca, incoraggiava i suoi studenti a riflettere sulla razza e sul genere nella letteratura che studiavano, cosa inaudita prima degli anni '60. Il produttore teatrale Joseph Papp definì Eulalie Spence “la forza più influente della sua vita”. Continuò a parlare di lei in termini di grande rispetto anche cinquant'anni dopo essere stato suo studente nella sua classe, alla Eastern District High School, dove era l'unica insegnante di colore. Papp attribuì a lei il merito di avergli “cancellato dalla lingua” il suo accento di Brooklyn e di aver eliminato il suo “gergo da strada” insegnandogli la grammatica e la corretta pronuncia. Portava attori in classe e dava ai suoi studenti poesie e recitazioni da leggere. Papp disse che la Spence “era interessata a me. Mi faceva sentire bene con me stesso. Mi prese sotto la sua ala. Ed era interessata a un settore che sembrava interessarmi: la lingua”. Papp non dimenticò mai l'impatto che lei ebbe sulla sua vita e sulla sua carriera, ma non era a conoscenza della sua vita di drammaturga, scoprendo il suo lavoro teatrale solo anni dopo in una mostra al museo di Harlem.

### La rivalutazione del suo lavoro
Gli studiosi contemporanei hanno avuto la tendenza a screditare il talento recitativo della Spence a causa dell'uso del dialetto afro-americano e della sua incapacità di mantenere una carriera nel teatro. In realtà l'autrice ha dato un notevole contributo alla storia del teatro, soprattutto in relazione al movimento del teatro d'arte e alla storia del teatro afroamericano. È stata all'origine di un importante cambiamento di atteggiamento nei confronti dei dialetti nel teatro razziale verso la metà degli anni '20. Molti critici moderni hanno grande stima dei suoi lavori, come Elizabeth Brown-Guillory, che ha affermato che a lei si può attribuire il merito di aver “avviato il femminismo nelle opere teatrali recitate da donne di colore”, e James Hatch e Ted Shine, che hanno osservato che lei è stata una delle prime a scrivere “personaggi di colore in trame non razziali”. Hatch e Shine hanno anche definito la Spence una delle migliori artigiane del Rinascimento di Harlem e probabilmente l'unica drammaturga del periodo ad aver frequentato corsi di strutturazione drammatica.

### Le moderne messe in scena delle sue opere
Le sue opere sono state messe in ombra da quelle di altri autori afroamericani del suo tempo, come Langston Hughes, Zora Neale Hurston e James Weldon Johnson, anche se negli ultimi anni gli studiosi hanno rivalutato il suo lavoro insieme a quello di altre scrittrici afroamericane meno conosciute, come May Miller e Pauline Elizabeth Hopkins. La commedia di Eulalie Spence Hot Stuff, una storia sugli imbroglioni di strada di Harlem, è stata presentata sul palco a febbraio e marzo 2007 dall'American Century Theater di Arlington, Virginia (TACT) come parte di Drama Under the Influence, una raccolta di commedie in un atto scritte da donne negli anni '20. La produzione è stata ideata e diretta da Steve Mazzola. Insieme alle sue opere sono state rappresentate anche quelle di Sophie Treadwell, Gertrude Stein, Dorothy Parker, Susan Glaspell e Rita Wellman. La Xoregos Performing Company ha inaugurato il suo programma Harlem Remembered il 14 febbraio 2015 con la rappresentazione dell'opera teatrale della Spence The Hunch. La produzione è stata diretta da Shela Xoregos e ha visto nove spettacoli dal 14 al 28 febbraio 2015 a New York, Yonkers e Newburgh, nello stato di New York. La sua opera teatrale The Starter è stata presentata in anteprima nel programma Songs of the Harlem River della Xoregos Performing Company al Dream Up Festival di New York City, dal 30 agosto al 6 settembre 2015. Songs of the Harlem River ha anche aperto il Langston Hughes Festival nel Queens, New York, il 13 febbraio 2016. “She's Got Harlem On Her Mind”, un trio di tre opere teatrali, “Hot Stuff”, “The Starter” e “The Hunch”, è stato presentato nel febbraio 2023 al Metropolitan Playhouse di New York.

## Morte

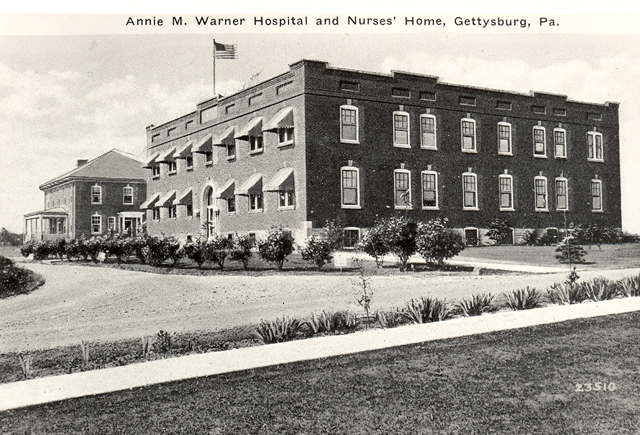
Annie M. Warner Hospital and Nurses Home, Gettysburg, Pennsylvania. Eulalie Spence era ricoverata in questo ospedale al momento della sua morte.

Eulalie Spence morì a Gettysburg, in Pennsylvania, il 7 marzo 1981, all'età di 86 anni. Viveva a casa di sua nipote, Patricia Hart, e morì al Warner Hospital. La Hart teneva una corrispondenza occasionale con gli scrittori che chiedevano notizie della zia, fornendo foto e ulteriori informazioni biografiche. Il suo necrologio non menzionava la sua carriera di drammaturga, ma diceva solo che era un'insegnante in pensione.

## Pubblicazioni scritte

### Teatro
- The Starter (1923)
- On Being Forty (Questo pezzo non è mai stato pubblicato, ma è stato presentato per la prima volta il 15 ottobre 1924 al Lafayette Theater di Harlem. Non sono state trovate copie esistenti della sceneggiatura.)[27]
- Foreign Mail (1926)
- Fool’s Errand (1927)
- Her (1927)
- Hot Stuff (1927)
- The Hunch (1927)
- Undertow (1927)
- Episode (1928)
- La Divina Pastora (1929)
- The Whipping (1934)

### Saggi
- (EN) "A Criticism of the Negro Drama as it Relates to the Negro Dramatist and Artist", in Opportunity, 28 giugno 1928.[2][7][46]
- (EN) "Negro Art Players in Harlem", in Opportunity, dicembre 1928.[46]